# Вандалін (Серадзький повіт)
Вандалін (пол. Wandalin) — село в Польщі, у гміні Злочев Серадзького повіту Лодзинського воєводства.
Населення — 237 осіб (2011).
У 1975-1998 роках село належало до Серадзького воєводства.

## Демографія
Демографічна структура станом на 31 березня 2011 року:
|          | Загалом | Допрацездатний вік | Працездатний вік | Постпрацездатний вік |
| -------- | ------- | ------------------ | ---------------- | -------------------- |
| Чоловіки | 118     | 27                 | 72               | 19                   |
| Жінки    | 119     | 28                 | 61               | 30                   |
| Разом    | 237     | 55                 | 133              | 49                   |